# ОШ „Алекса Дејовић” ИО Злакуса
ОШ „Алекса Дејовић” ИО Злакуса основана је 1939. године као одељење школе у Крвавцима. Од јануара 1945. године радила је  као самостална. 

## Историјат
Школа у Злакуси почиње са радом непосредно пред Други светски рат, у домаћинству Гвоздена Терзића, носиоца албанске споменице, који једну од две своје куће уступа за потребе прве школе у селу (данашњи Етно парк Терзића авлија). Као први учитељ у школи у Злакуси, ради Петар Радовановић, по коме Дом за децу и омладину у Ужицу од 1968. године носи име, с обзиром да је исти бивши штићеник овог дома.
Основна школа радила је и после ослобођења, такође у приватној кући, у фамилији Радосављевић, где су се по завршетку рата одржавали и аналфабетски течаји за убрзано описмењавање становништва, све до 1949. године, када је смештена у просторије земљорадничке задруге. У том периоду неки ђаци из Злакусе су ишли у школу и Узиће и Крвавце. После рата најпре је покренута иницијатива да се изгради објекат за потребе школе, на данашњем имању Томислава Дрндаревића и да школа ниси име Видоја Терзића, правника из села Злакусе који је стрељан у логору на Бањици за време Другог светског рата. Међутим, дошло је до промене плана и школа почиње са радом у објекту на имању фамилије Шуњеварић, такође у центру села, такозваној Пецарини.
За смештај Основне школе у Злакуси почела је 1965. године да се гради нова школска зграда, коју су изградили сами мештани села а у изградњи су учествовале великим делом жене кроз кулуке с обзиром да се већ одређени део мушког становништва почео запошљавати у фабрикама. У нове учионице 5. септембра 1970. године учитељи Радосава и Милорад Шојић увели су два конбинована одељења. 